# Le Couteau dans l'eau
Pour plus de détails, voir Fiche technique et Distribution.
Le Couteau dans l'eau (Nóż w wodzie) est le premier long-métrage réalisé par Roman Polanski en Pologne en 1962.
En 2010, le magazine britannique Empire l'a classé 64e des 100 meilleurs films du monde, hors films anglophones.

## Synopsis
Andrzej, un journaliste sportif, et sa femme Krystyna forment un couple polonais assez fortuné. Ils possèdent un petit yacht sur lequel ils partent faire une croisière un week-end. En se rendant au port de plaisance, ce couple rencontre un étudiant qu'ils prennent en stop. Le passager n'a pour seuls bagages qu'un sac, un couteau à cran d'arrêt et deux blue-jeans. N'ayant rien de précis à faire, l'étudiant accepte la proposition que le couple lui fait de partir avec eux en croisière. Au fur et à mesure de la croisière, les relations entre Andrzej et l'étudiant s'enveniment du fait de leur différence de culture. Un jour, une dispute éclate. L'étudiant est jeté à l'eau et disparaît. En réalité, il s'est caché derrière une bouée. Andrzej s'absente pour prévenir les secours. C'est à ce moment-là que l'étudiant retourne sur le bateau et séduit Krystyna. Une fois revenue sur terre, elle raconte à son mari cette aventure mais il refuse de la croire.

## Fiche technique
- Titre : Le Couteau dans l'eau
- Titre original : Nóż w wodzie
- Titre anglophone : Knife in the Water
- Réalisation : Roman Polanski
- Scénario : Roman Polanski, Jerzy Skolimowski et Jakub Goldberg
- Dialogues : Jerzy Skolimowski
- Décors : Boleslaw Kamykowski
- Photographie : Jerzy Lipman
- Montage : Halina Prugar-Ketling
- Musique : Krzysztof Komeda
- Production : Stanislaw Zylewicz
- Distribution :  Pologne Zespol Filmowy,  États-Unis Kanawha
- Pays d'origine :  Pologne
- Langue : polonais
- Format : Noir et blanc • 1,37:1 • 35 mm
- Genre : drame
- Durée : 94 minutes
- Dates de sortie :
  -  Pologne : 9 mars 1962
  -  États-Unis : 28 octobre 1963

## Distribution
- Leon Niemczyk : André
- Jolanta Umecka : Krystyna
- Zygmunt Malanowicz : l'étudiant

## Distinctions

### Récompense
- Mostra de Venise 1962 : Prix FIPRESCI[2]

### Nominations
- Oscars 1964 : meilleur film en langue étrangère
- BAFTA Awards 1964 : meilleur film